# Sobra
Sobra es una comuna o municipio de la región de Kulikoró, Malí. En abril de 2009 tenía una población censada de 9804 habitantes.
Se encuentra ubicada al suroeste del país, cerca de la capital nacional, Bamako, y de la frontera con República de Guinea.